# Monhystera fuelleborni
Monhystera fuelleborni är en rundmaskart som beskrevs av Daday 1908. Monhystera fuelleborni ingår i släktet Monhystera och familjen Monhysteridae. Inga underarter finns listade i Catalogue of Life.